# Ghenadie Cijov
Ghenadie Cijov (n. 12 decembrie 1947, Moscova - 10 februarie 2020, Moscova) a fost un fizician-teoretician sovietic și rus, conferențiar universitar la Universitatea din Moscova.

## Biografie
S-a născut în familia gospodinei casnice Tatiana Cijova și a ofițerului KGB Alexandru Pavlovici Chijov , care î-și făcea slujba în detașamentul KGB de la Kremlin, fost membru PCUS. Ghenadie a fost membru ULCT între anii 1961-1965. În anii 1962-1968 a studiat la facultatea de fizică a Universității din Moscova, obținând diploma de fizician în anul 1970 cu specializarea în fizica teoretică- În același an a fost admis la doctorantură la facultatea de fizică, catedra fizică-teoretică, sub conducerea prof. Igor Ternov și îndrumarea cerc. șt. inferior, Dr. Vladislav Halilov. A susținut doctoratul (1974)cu o teză în care aborda radiația sincrotronă a particulelor cu sarcină electrică în câmpuri gravitaționale intense ale găurilor negre. Ulterior a fost cerc. șt. inferior, superior, iar din 1990 este conferențiar la catedra de fizică teoretică. De asemenea predă la școala specială N 18 din Moscova în numele lui A.N. Kolmogorov pentru copii cu aptitudini excepționale pentru matematică și fizică.

## Activitatea didactică și știinifică
Cijov predă cursul general de mecanică teoretică și mecanică a mediilor continui la facultatea de fizică a Universității din Moscova. Este autor de cursuri în acest domeniu, publicate în manuale. De asemenea, este autor de cursuri pregătitoare pentru abiturienții, ce doresc să studieze la Universitatea din Moscova. Se ocupă de eleborarea problemelor nestandart pentru copiii foarte dotați.  Și în acest domeniu are cărți publicate. Este coautorul a 30 de lucrări științifice originale și coautorul unei monografii științifice. Are indice H=7 (ADS NASA) și un număr de citari/articol=6, 25 (ADS NASA).

## Alte informații
- Este căsătorit cu conferențiarul - filolog, specializat în limba și literatura rusă de la aceeași Universitate Larisa Alexeevna Cijova (n. Kuznețova, n. Tașkent, fost membru PCUS).
- Are o fiică, Aliona, și 2 nepoți, care locuiesc la Moscova.

## Fotografii
- Printre membrii catedrei de teorie cuantică a Universității din Moscova, 1979, rîndul III,  al 3-lea din stânga